# Рони Бъкнъм
Рони Бъкнъм (на английски: Ronnie Bucknum) е американски пилот от Формула 1, роден е на 5 април 1936 г. в Алхамбра, Калифорния, САЩ.

## Кариера във Формула 1
Рони Бъкнъм дебютира във Формула 1 през 1964 г. в Голямата награда на Германия с тима на Хонда, в световния шампионат на Формула 1 записва 11 участия и печели две точки.